# Dipalmitoilfosfatidilcolina
La dipalmitoilfosfatidilcolina (DPPC) è un fosfolipide (il più abbondante nelle membrane biologiche) ed è il maggior costituente del surfattante polmonare (costituito per il 90% da Lipidi, l’80% dei quali sono, appunto, DPPC). 
Generalmente i glicerofosfolipidi presentano un acido grasso saturo in C1 ed un acido grasso insaturo in C2; la dipalmitoilfosfatidilcolina rappresenta un'eccezione a causa della presenza dell'acido palmitico (acido grasso saturo a 16 atomi di carbonio) sia in C1 che in C2.
È anche studiato nel campo della ricerca per studiare i liposomi, il bilayer lipidico e modelli di membrana biologica.